# Данді (Айова)
Данді (англ. Dundee) — місто (англ. city) в США, в окрузі Делавер штату Айова. Населення — 198 осіб (2020).

## Географія
Данді розташоване за координатами 42°34′47″ пн. ш. 91°32′46″ зх. д. / 42.57972° пн. ш. 91.54611° зх. д. (42.579851, -91.546146).  За даними Бюро перепису населення США в 2010 році місто мало площу 0,94 км², уся площа — суходіл.

## Демографія
Згідно з переписом 2010 року, у місті мешкали 174 особи в 79 домогосподарствах у складі 40 родин. Густота населення становила 185 осіб/км².  Було 88 помешкань (94/км²).
Расовий склад населення:
| - 100,0 % — білих |

До двох чи більше рас належало 0,0 %. Частка іспаномовних становила 1,7 % від усіх жителів.
За віковим діапазоном населення розподілялося таким чином: 25,3 % — особи молодші 18 років, 53,4 % — особи у віці 18—64 років, 21,3 % — особи у віці 65 років та старші. Медіана віку мешканця становила 37,3 року. На 100 осіб жіночої статі у місті припадало 112,2 чоловіків;  на 100 жінок у віці від 18 років та старших — 124,1 чоловіків також старших 18 років.
Середній дохід на одне домашнє господарство  становив 44 208 доларів США (медіана — 42 083), а середній дохід на одну сім'ю — 49 045 доларів (медіана — 43 750). Медіана доходів становила 40 179 доларів для чоловіків та 33 125 доларів для жінок. За межею бідності перебувало 10,5 % осіб, у тому числі 11,1 % дітей у віці до 18 років та 16,7 % осіб у віці 65 років та старших.
Цивільне працевлаштоване населення становило 73 особи. Основні галузі зайнятості: виробництво — 27,4 %, роздрібна торгівля — 13,7 %, будівництво — 9,6 %, науковці, спеціалісти, менеджери — 8,2 %.